# Sphenometopa stackelbergi
Sphenometopa stackelbergi är en tvåvingeart som beskrevs av Boris Borisovitsch Rohdendorf 1967. Sphenometopa stackelbergi ingår i släktet Sphenometopa och familjen köttflugor. Inga underarter finns listade i Catalogue of Life.